# Günter Verheugen
Günter Verheugen (født 28. april 1944 i Bad Kreuznach, Rheinland-Pfalz) er en tysk politiker, der var næstformand for Europa-Kommissionen og kommissær for erhverv og industri i den første Barroso-kommission. I den tidligere kommission under Romano Prodi var han EU-kommissær for østudvidelsen.
Verheugen studerede historie, sociologi og statskundskab ved Universität zu Köln og Rheinische Friedrich-Wilhelms-Universität Bonn.
Han begyndte sin politiske karriere i det liberale parti FDP, hvor han var generalsekretær fra 1978 til 1982, hvor han sammen med andre venstreorienterede medlemmer forlod partiet i protest mod at partiet var udtrådt af Helmut Schmidts socialdemokratisk ledede regering. Samme år meldte han sig ind i SPD.
I 1983 blev han indvalgt i Forbundsdagen, hvor han frem til 1998 var medlem af udenrigsudvalget. Fra 1994 til 1997 var han næstformand for SPD's forbundsdagsgruppe, og fra 1998 til 1999 var han statssekretær i udenrigsministeriet. Derefter blev han EU-kommissær for udvidelsen af unionen med Estland, Letland, Litauen, Polen, Tjekkiet, Slovenien, Ungarn, Slovakiet, Cypern og Malta. I november 2004 blev han udnævnt til næstformand for kommissionen og fik ansvaret for erhverv og industri. 

## Æresbevisninger
Günter Verheugen er siden den 16. oktober 2004 Kommandør af Storkorset af Trestjerneordenen.